# Mawlai
Mawlai es una localidad de la India, en el distrito de East Khasi Hills, estado de Meghalaya.

## Geografía
Se encuentra a una altitud de 1 436 m s. n. m. a 11 km de la capital estatal, Shillong, en la zona horaria UTC +5:30.

## Demografía
Según estimación 2010 contaba con una población de 45 161 habitantes.